# Kor

Korets placering (rödmarkerat) på en planritning över en basilika. Pilen visar huvudingången (i väster). Runt koret finns en koromgång.

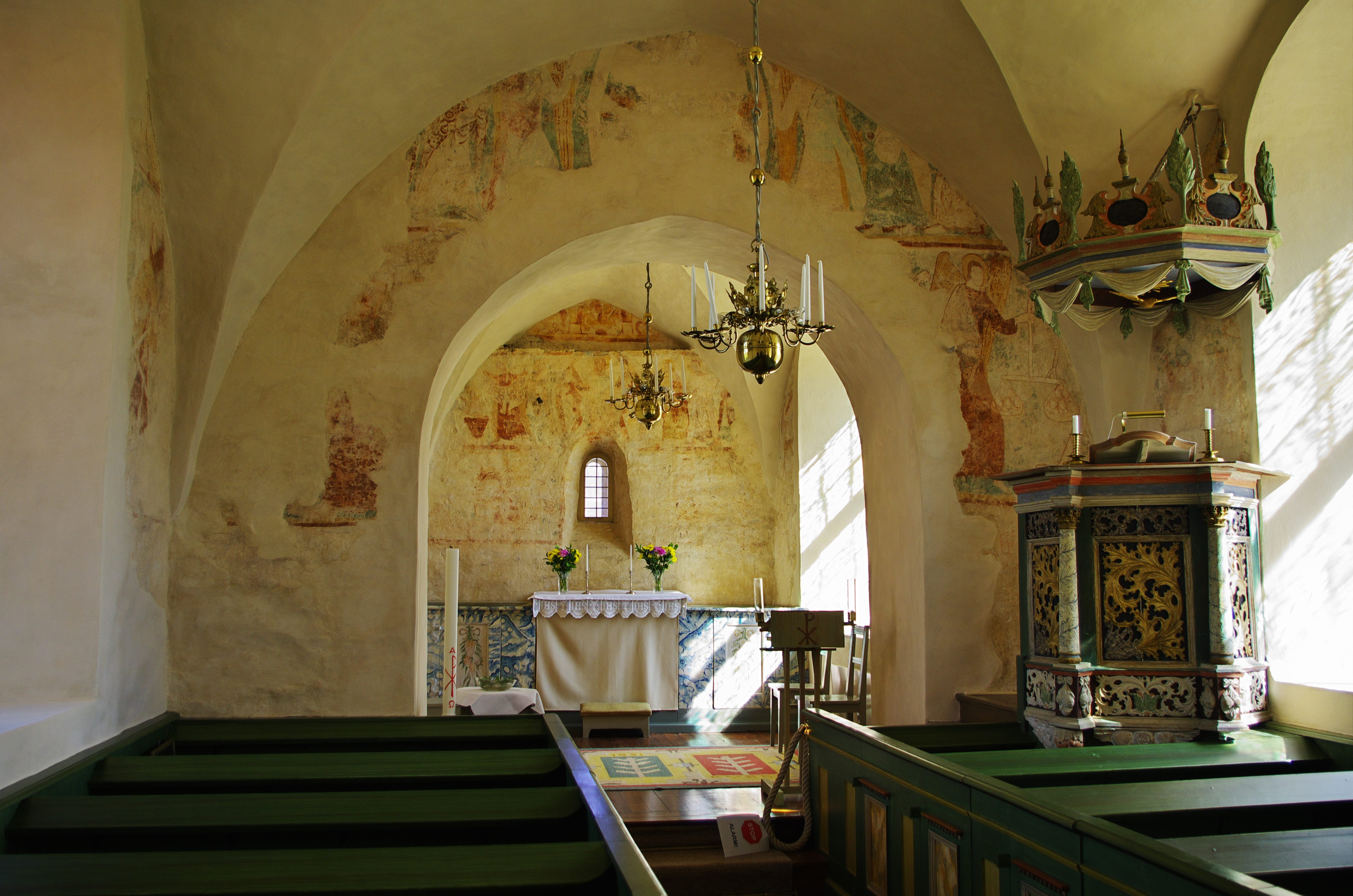
Koret i Marka kyrka.

Koret är den delen av en kristen kyrka där altaret finns. I regel är det den ostligaste, ofta särskilt markerade delen av kyrkan.
Ordet har sitt ursprung i att kören ursprungligen hade sina sittplatser i denna del av kyrkan. Koret var före reformationen förbehållet ordensgemenskaperna eller prästerskapet under tidegärdsgudstjänsterna.

## Koret
Koret är ofta smalare och lägre än den övriga kyrkokroppen, med en valvbåge däremellan som kallas korbåge eller triumfbåge, särskilt om där hänger ett triumfkrucifix. Korets golv är ofta upphöjt. Ofta avslutas koret i en halvcirkelformad absid där altaret står. Valvbågen mellan kor och absid kallas tribunbåge. I vissa stora, äldre kyrkor sträcker sig koret inte ända till kyrkans väggar utan omges av en koromgång.

### Romerskt-katolskt och anglikanskt kor
I romersk-katolska och anglikanska kyrkor syftar ordet kor mer på den del av kyrkan där det fanns sittplatser för präster och för kör i form av korstolar; själva altarrummet i en romersk-katolsk kyrka kallas sanktuarium. Korskrank och andra varianter av fysiskt avskiljande kyrkans heligaste del från lekmännens del av kyrkan hör också mer hemma inom äldre katolicism, och finns ibland kvar i protestantiska kyrkor. I kyrkor byggda under 1900-talets senare hälft finns inte den markeringen eller uppdelningen kvar. Koret i äldre kyrkor kan ha kortorn. Den enda svenska kyrka där medeltida korstolar finns kvar, om än inte på den ursprungliga platsen, är Lunds domkyrka.

### Östortodoxt kor
Beroende på vilket kristet samfund det gäller, och när i historien, kan koret vara synonymt med presbyteriet, den del av kyrkan som är reserverad för prästerskapet. I fornkristen tid var detta absiden, senare i regel hela koret (med korstolar) avskilt från församlingsdelen genom ett korskrank eller genom en ikonostas, som finns i östortodoxa kyrkor. I de östortodoxa kyrkorna kallas koret för bema.

## Bilder

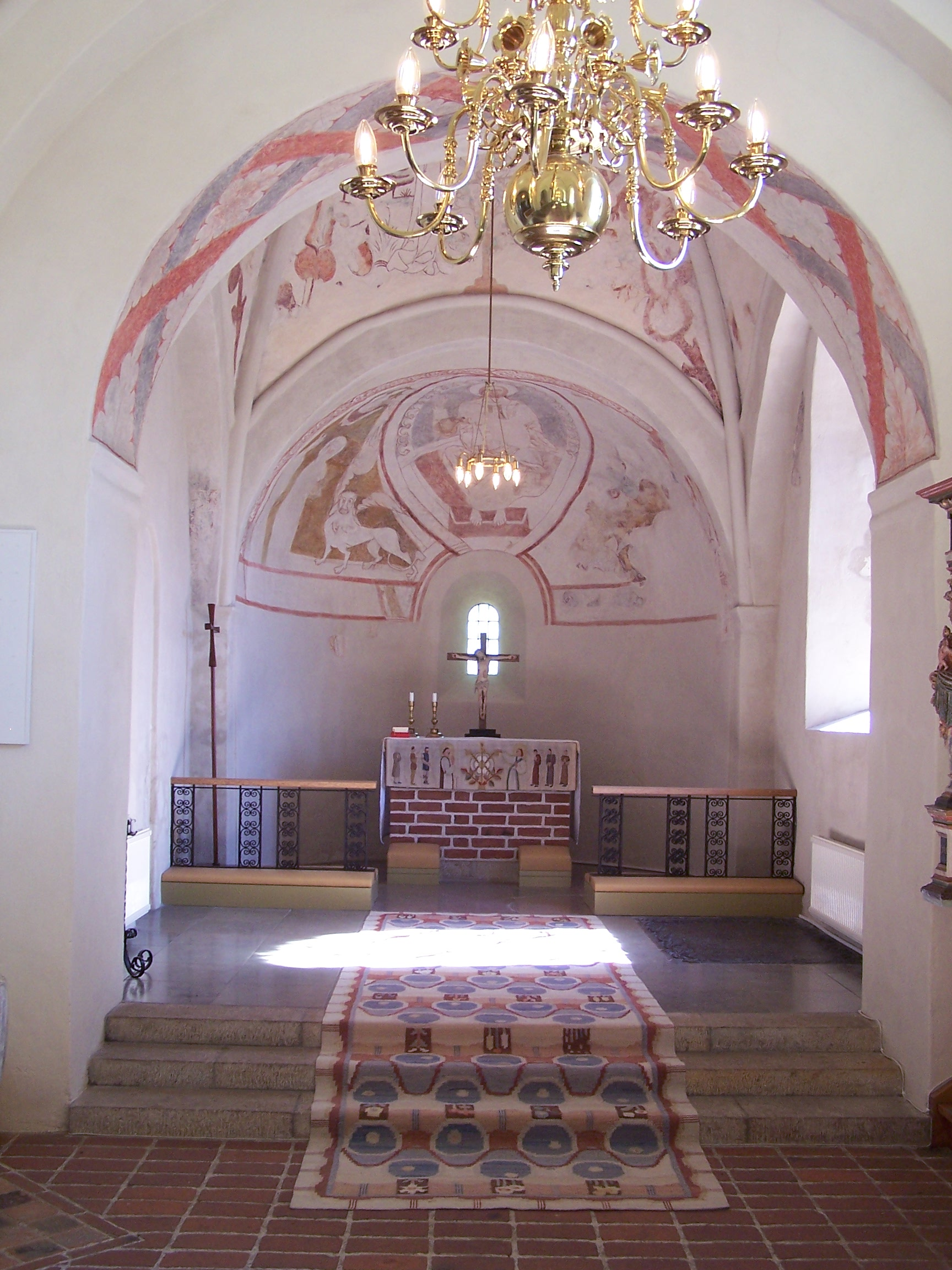
Koret i Norrvidinge kyrka avslutas med en absid.
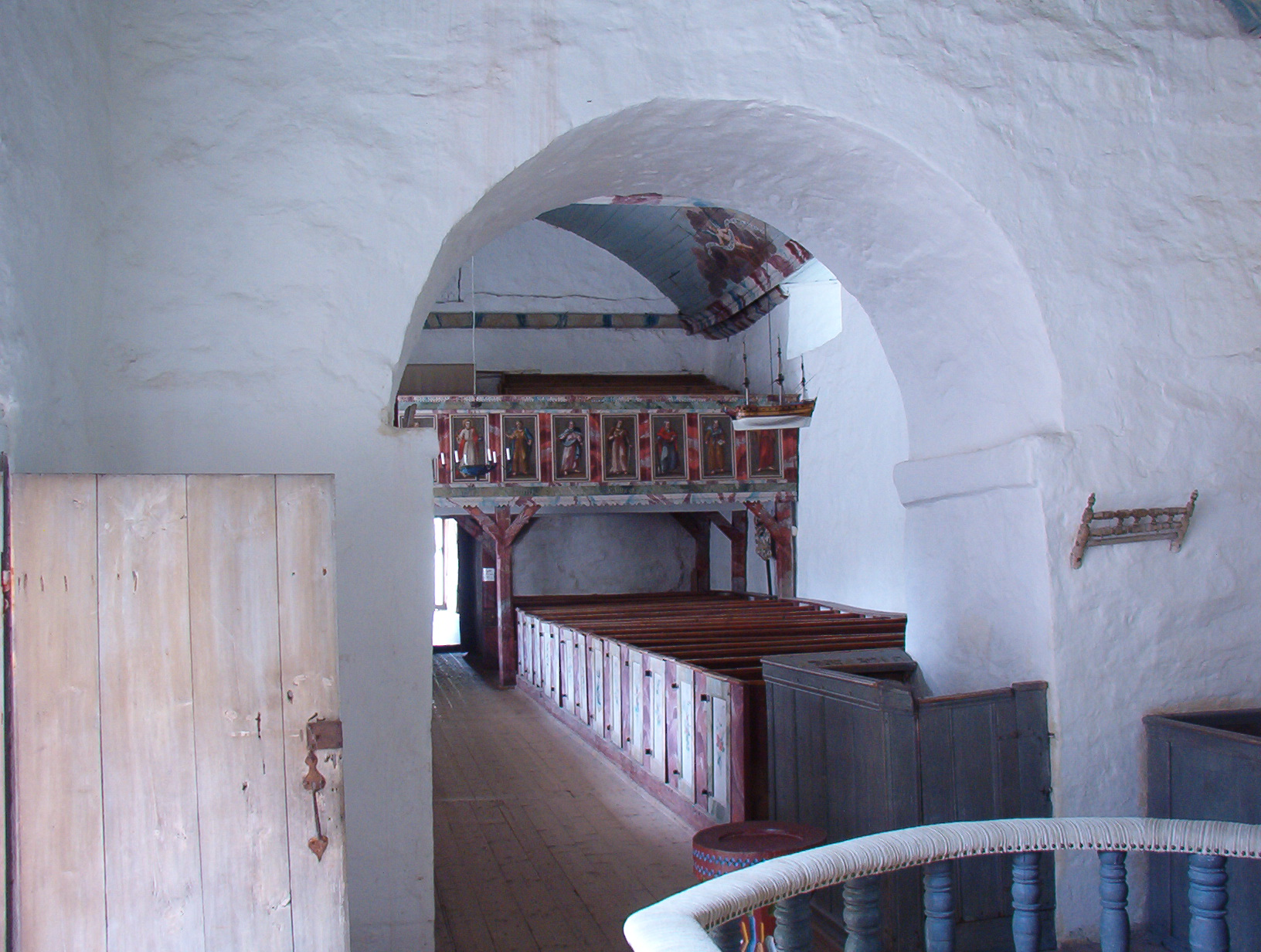
Triumfbågen i Bokenäs gamla kyrka sedd från koret.